# Chromyl(VI) cyanat
Chromyl(VI) cyanat là một hợp chất vô cơ với công thức hóa học CrO2(OCN)2. Muối này được biết đến dưới dạng chất rắn màu nâu, tan trong nước, dung dịch màu đỏ đậm trong cacbon tetrachloride.

## Điều chế và tính chất
Chromyl(VI) cyanat được điều chế bằng cách cho bạc cyanat tác dụng với chromyl(VI) chloride trong cacbon tetrachloride. Dung dịch màu đỏ đậm thu được có chứa một ít chromyl(VI) chloride ban đầu, có thể được làm bay hơi dưới áp suất thấp nhưng sẽ bị phân hủy bằng một tiếng nổ yếu và phát ra ánh sáng mạnh khi cacbon tetrachloride được loại bỏ.
CrO2(OCN)2 → CrO2 + 2CO + N2↑
Những nỗ lực để điều chế chromyl(VI) cyanat ở dạng rắn cho kết quả là một chất rắn màu nâu, khi làm khô cũng sẽ nổ.